# Erik Sætter-Lassen
Erik Sætter-Lassen   (Gilleleje, 15 de juliol de 1892 - 24 de desembre de 1966) va ser un tirador danès que va competir durant la dècada de 1920, 1930 i 1940 i que arribà a disputar quatre edicions dels Jocs Olímpics.
El 1920, als Jocs d'Anvers, disputà cinc proves del programa de tir. Guanyà la medalla d'or en la prova de rifle militar 300 metres, drets per equips. També destaquen la quarta posició en les proves de rifle militar 300 metres, drets i carrabina, 50 metres per equips fou quart. Quatre anys més tard, als Jocs de París, disputà tres proves del programa de tir. Destaquen la quarta posició en la prova de carrabina, 50 metres i la sisena en la de rifle lliure per equips. També disputà els Jocs de 1936 i 1948, però amb uns resultats més discrets.